# أعمل إيه (مسلسل)
أعمل إيه هو مسلسل دراما مصري من إخراج أحمد عبد الحميد وبطولة صابرين، خالد الصاوي، هناء الشوربجي، طارق عبد العزيز، ندى بسيوني، ألحان المهدي ومحمد مهران، وتحكي قصته عن عبد الله وزوجته صابرين التي تحاول ايجار شقه جارهم جورج بعد وفاته ولكن يفاجئو بروح عم جورج داخل الشقة لتحول دون ايجار الشقة وتتوالى الاحداث في اطار كوميدي يتكون المسلسل من 45 حلقة وتم عرضه في 10 سبتمبر 2022 على قناة دي إم سي بالإضافة إلى منصة واتش إت.